# Tissue Harmonic Imaging

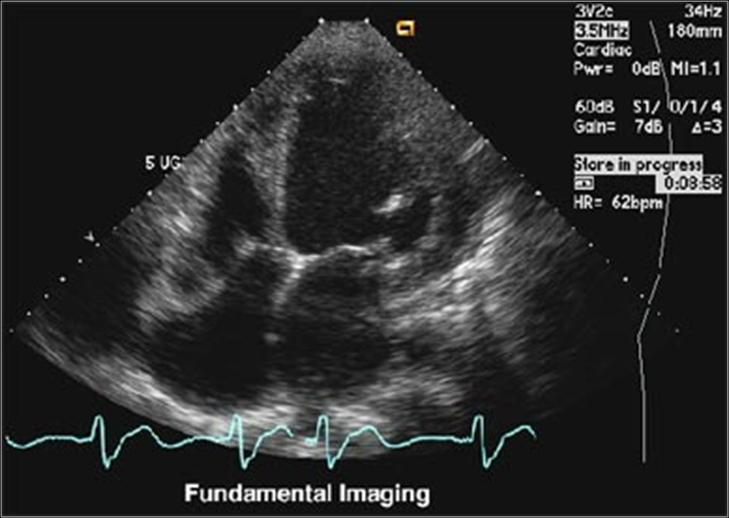
Ohne THI

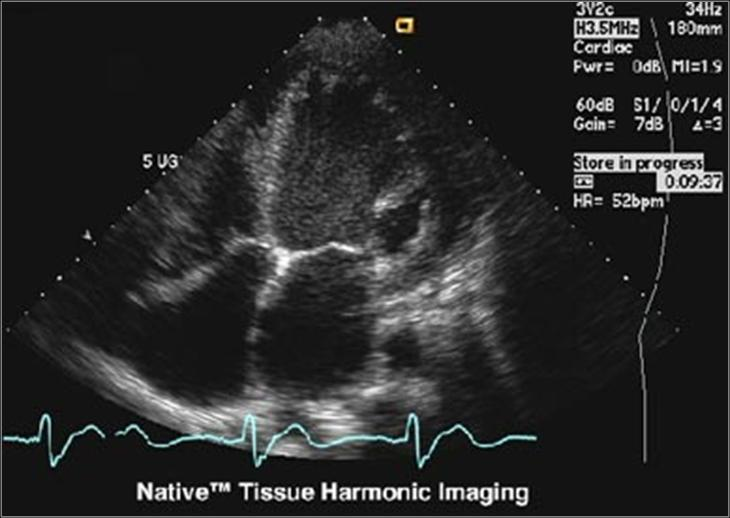
Mit THI

Tissue Harmonic Imaging (THI) ist ein Verfahren in der medizinischen Ultraschallbildgebung, das vor allem die Kontrastauflösung, aber auch die räumliche Auflösung erhöht. Grundsätzlich wird dabei Ultraschall mit einer Frequenz {\displaystyle f_{0}} („Grundwelle“ oder „1. Harmonische“) in das Gewebe gesendet und die Signale mit der doppelten Frequenz, also {\displaystyle 2f_{0}} („Oberwelle“ oder „2. Harmonische“) für die Bildgebung verwendet, die durch die nichtlineare Ausbreitung im Gewebe entstehen.
Für die Trennung der Oberwellen von den Grundwellen werden von den Herstellern von Ultraschallsystemen verschiedene Methoden angeboten. Einfachere Systeme arbeiten mit Hochpass-Filtertechnik, während anspruchsvollere Systeme mit Subtraktions-Filtern ausgestattet sind.
Tissue Harmonic Imaging ist ein Nebenprodukt des kontrastmittelverstärkten-Ultraschalls: Das Prinzip nur die Oberwellen darzustellen wurde entwickelt, um Gewebesignale zu unterdrücken und nur Kontrastmittelsignale darzustellen. Dabei entdeckte man, dass Oberwellen auch durch Gewebe entstehen.

## Wirkungsweise
Häufig ist das Fettgewebe an der Körperoberfläche die Ursache für störende Artefakte. Da die Oberwellen erst mit der Ausbreitung im Gewebe zunehmen, sind Bilder, die aus diesen Frequenzen erstellt werden, frei von diesen Artefakten. Darüber hinaus ist die räumliche Auflösung höher, weil die Frequenz höher ist.